# Cnemida lacerata
Cnemida lacerata är en skalbaggsart som beskrevs av Ernst Friedrich Germar 1824. Cnemida lacerata ingår i släktet Cnemida och familjen Rutelidae. Inga underarter finns listade i Catalogue of Life.